# Instant Crush
«Instant Crush» —en español: enamoramiento instantáneo o flechazo— es una canción del dúo francés Daft Punk en colaboración con el cantante estadounidense Julian Casablancas, convirtiéndose en el cuarto sencillo del álbum Random Access Memories, publicado oficialmente el 22 de noviembre de 2013.

## Producción
Mientras trabajaban en la banda sonora de Tron: Legacy entre 2009 y 2010, Daft Punk se reunió con Casablancas en su estudio a través de un amigo mutuo. El dúo, que era seguidor de la banda The Strokes (donde Casablancas era el vocalista), le hizo entrega de una pista de demostración instrumental, destinada para su uso en el próximo álbum de Daft Punk. Casablancas respondió favorablemente al demo al escuchar a la misma y, posteriormente, prestó su voz adjuntamente, lo que más tarde formó la base de lo que se convertiría en "Instant Crush". La canción fue coproducida y cantada por Casablancas, quien también es el guitarrista solista. Daft Punk tocó las guitarras adicionales en "Instant Crush", así como los teclados y sintetizadores. Nathan East tocó los acordes de bajo eléctrico, mientras que John "JR" Robinson interpretó la batería y Quinn se encargó de la percusión. El crítico John Balfe consideró a la canción "algo apropiadamente de The Strokes, aunque el acento de Casablancas se hubiera marcado y alimentado de forma sustancial a través de un vocoder". De Homem-Christo señaló: "Es cierto que no es su registro habitual, es la forma en que Julian reaccionó a la pista, así que para nosotros es aún más emocionante".

## Video musical
Warren Fu dirigió el vídeo musical de "Instant Crush". Anteriormente fue responsable de la portada del álbum Random Access Memories, y codirigió el video musical de "Lose Yourself to Dance". Las primeras imágenes del videoclip de "Instant Crush" fueron publicados exclusivamente en el canal de noticias francés BFM TV el 5 de diciembre de 2013. El video está basado en el cuento El soldadito de plomo de Hans Christian Andersen.
En un museo de cera se encuentra un soldado mexicano de la guerra México-estadounidense con el aspecto de Julian Casablancas, éste le hace una venia a una señorita de cera, en ese momento se imagina una vida feliz con ella y deja a entender que está enamorado de ella, luego de esto los encargados meten al muñeco a un cajón y la señora de cera en otro cajón en el segundo piso del museo para cerrar. Un encargado apaga las luces desde una caja de fusibles, luego de que éste se va la caja chispea y se genera un incendio, el muñeco de Julian pierde una pierna por el fuego y cae al suelo, más tarde cae la señorita desde el segundo piso a su lado, el maniquí no puede hacer más que poner su mano sobre la mano de la mujer mientras se funden lentamente y se hacen una sola mancha de cera.
Mientras en el vídeo se muestran las escenas de los muñecos, también se muestran las escenas de Julian Casablancas cantando la canción.

## Posicionamiento en las listas
| Lista (2013)                                | Mejor posición |
| ------------------------------------------- | -------------- |
| Bélgica (Flandes) (Ultratip Bubbling Under) | 51             |
| Bélgica (Valonia) (Ultratip Bubbling Under) | 44             |
| Estados Unidos (Billboard Hot 100)          | 4              |
| Francia (SNEP)                              | 29             |
| México (Top 100 México)                     | 5              |
| Reino Unido (The Official Charts Company)   | 198            |
| Suecia (Sverigetopplistan)                  | 37             |

## Publicación
El 20 de noviembre de 2013, Sony Music Entertainment anunció que "Instant Crush" sería publicado como el nuevo sencillo de Random Access Memories, siendo el cuarto sencillo del álbum. Impactó a la radio italiana dos días después de su anunciamiento, realizándose en Polonia la misma semana.
| Región | Fecha                   | Formato         | Discográfica |
| ------ | ----------------------- | --------------- | ------------ |
| Italia | 22 de noviembre de 2013 | Difusión radial | Sony Music   |

## Versiones
1. El grupo madrileño de Alt.Rock Estambre publicó en 2013 la versión de Instant Crush que más tarde formó parte del álbum #Covers que vio la luz el 24 de septiembre de 2015.
2. Natalie Imbruglia publicó Instant Crush en 2015 para su álbum Male.